# Намибија на Светском првенству у атлетици на отвореном 2023.
Намибија је учествовала на 19. Светском првенству у атлетици на отвореном 2023. одржаном у Будимпешти од 19. до 27. августа седамнаести пут. Репрезентацију Намибије представљала су 3 такмичара (2 мушкарца и  1 жена) који су се такмичили у 3 дисциплине (2 мушке и 1 женска). ,
На овом првенству такмичари Намибије нису освојила ниједну медаљу нити су остварили неки резултат.

## Учесници
| Мушкарци: - Томас Хилифа Рејнхолд — Маратон - Chenault Lionel Coetzee — Скок удаљ | Жене: - Алина Армас — Маратон |

## Резултати

### Мушкарци
| Атлетичар               | Дисциплина | Лични рекорд | Квалификације | Квалификације | Полуфинале | Полуфинале | Финале               | Финале       | Детаљи |
| Атлетичар               | Дисциплина | Лични рекорд | Резултат      | Место         | Резултат   | Место      | Резултат             | Место        | Детаљи |
| ----------------------- | ---------- | ------------ | ------------- | ------------- | ---------- | ---------- | -------------------- | ------------ | ------ |
| Томас Хилифа Рејнхолд   | Маратон    | 2:10:24      |               |               |            |            | 2:23:36              | 54 / 60 (85) |        |
| Chenault Lionel Coetzee | Скок удаљ  | 8,27 НР      | 7,55          | 16. у гр. А   |            |            | Није се квалификовао | 29 / 37 (39) |        |

### Жене
| Атлетичарка | Дисциплина | Лични рекорд | Квалификације | Квалификације | Полуфинале | Полуфинале | Финале      | Финале       | Детаљи |
| Атлетичарка | Дисциплина | Лични рекорд | Резултат      | Место         | Резултат   | Место      | Резултат    | Место        | Детаљи |
| ----------- | ---------- | ------------ | ------------- | ------------- | ---------- | ---------- | ----------- | ------------ | ------ |
| Алина Армас | 200 м      | 2:33:09      |               |               |            |            | 2:40:49 ЛРС | 49 / 65 (78) |        |